# Israeliți

Harta celor douăsprezece triburi ale lui Israel (înainte de mutarea lui Dan la nord), bazată pe Cartea lui Iosua

Israeliții (în ebraică בְּנֵי יִשְׂרָאֵל, transliterat: Bnei Yisra'el, Copiii lui Israel sau Fiii lui Israel) erau o confederație de triburi vorbitoare de limbă semitică ,care au locuit din Epoca Fierului într-o mare parte a Canaanului în Mileniul I î.Hr. și al căror narativ istoric tradițional este oglindit în Biblia ebraică. În Biblie sunt cuprinse cronici ale lor din epoca tribală și apoi din cea a monarhică. Israeliții sau evreii antici au creat în Palestina antică sau Țara lui Israel o cultură bogată, materială, precum și religioasă-mitologică, literară și filozofică-morală, care s-a transmis posterității mai ales prin cărțile Bibliei și Talmudului. 
Un regat israelit, a cărui istorie este controversată în rândurile cercetătorilor, scindat apoi în două regate israelite înrudite, Israel și Iuda, au stăpânit în Palestina antică vreme de câteva sute de ani.  Regatul de nord al Israelului, cu capitala la Samaria, a fost distrus în jurul anului 720 î.Hr., când a fost cucerit și anexat de Imperiul Neo-Asirian; Regatul lui Iuda, la sud, cu capitala la Ierusalim, a fost cucerit si el și anexat în 587 î.Hr. de către Imperiul Neobabilonian. Israeliții sau evreii antici au pus bazele religiei iudaice, cu    caracter monoteist, al cărui cult s-a concentrat vreme de sute de ani în jurul Templului din Ierusalim. În epoca cuceririi persane religia iudaică a cunoscut o renaștere la Ierusalim, și ea a devenit apoi religia oficială a unui nou stat israelit sau iudeu în epoca elenistică - Regatul Hasmoneilor. Cucerirea romană în secolul I î.Hr. a pus capăt entităților statale a israeliților antici, care au fost conduse in ultima perioadă de Dinastia Antipatrizilor sau irodiană. 
Evreii moderni și Samaritenii sunt grupurile etno-religioase descendente ale israeliților.

## Prezentare generală
În Biblia Ebraică, termenul Israeliții este folosit interschimbabil cu termenul Douăsprezece triburi ale lui Israel. Deși legate, termenii "Evrei", "Israeliți" și "Evrei" nu sunt interschimbabile în toate cazurile. "Israeliții" (Israelim) se referă la oamenii pe care Biblia Ebraică îi descrie în mod specific ca descendenți direcți ai oricăruia dintre fiii Patriarhului Iacov (mai târziu numit Israel), și descendenții săi ca popor sunt, de asemenea, numiți colectiv "Israel", inclusiv Convertiți la credința lor în închinarea la Dumnezeu național din Israel, Iahveh. "Evrei" (Alessandro-fi), dimpotrivă, este folosit pentru a desemna strămoșii imediați ai israeliților care locuiau în țara Canaanului, israeliții înșiși și descendenții antici și moderni ai israeliților (inclusiv evreii și Samaritenii). "Iudei" (Iehudim) este folosit pentru a desemna descendenții israeliților care s-au unit atunci când Tribul lui Iuda a absorbit resturile triburile Israelite din nord.

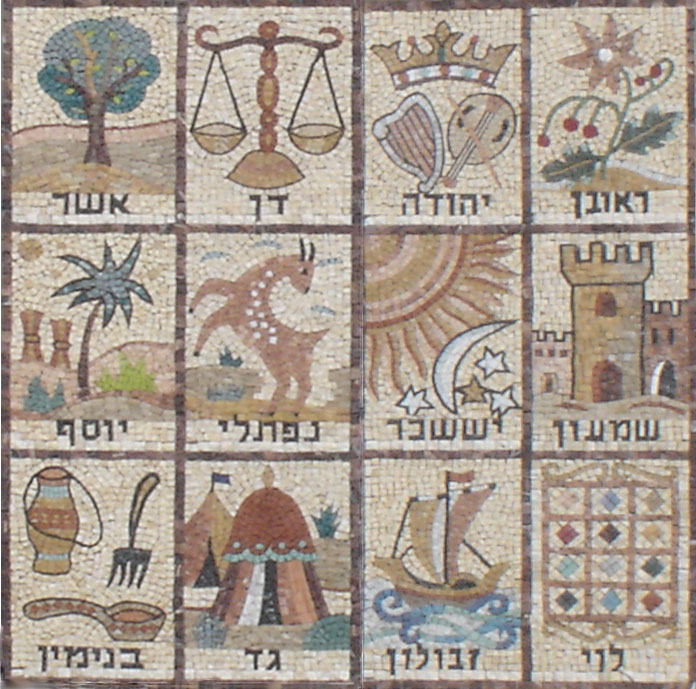
Mijlocul secolului 20 mozaicul celor 12 triburi ale lui Israel, de la Zidul sinagogii Etz Yosef din Givat Mordechai,
Ierusalim

În perioada monarhiei divizate, "israeliții" au fost folosiți doar pentru a se referi la locuitorii Regatul de Nord al Israelului, și este extins doar pentru a acoperi oamenii din sud Regatul lui Iuda în postexilic utilizare.
Eforturile de a confirma originile biblice ale israeliților prin Arheologie, odată răspândită, au fost în mare parte abandonate ca neproductive, cu mulți cercetători care văd poveștile ca fiind inspiratoare mitul național narațiuni cu valoare istorică redusă.
Pe baza dovezilor arheologice, conform contului arheologic modern, israeliții și cultura lor nu au depășit Regiunea cu forța, ci s-au ramificat din indigeni Popoarele Canaanite care a locuit mult timp Levantul De Sud, Siria, Israelul antic, și Regiunea Transiordaniei printr-o evoluție treptată a unei monolatristică (mai târziu monoteiste) religia centrată pe Iahveh. Creșterea Monolatrismului centrat pe Iahveh din canaanit politeismul a început cu Yahwismului, credința în existența multor zei și zeițe ale Panteonul canaanit dar cu închinarea consecventă numai a Domnului. Împreună cu un număr de practici cultice, acest lucru a dat naștere unui Israelit separat grup etnic identitate. Trecerea finală a religiei lor bazate pe Iahveh la monoteism și respingerea existenței celorlalți zei Canaaniți i-au separat pe israeliți de frații lor Canaaniți. Cu toate acestea, israeliții au continuat să păstreze diverse elemente comune culturale cu alți Canaaniți, inclusiv utilizarea unuia dintre Dialecte Canaanite, Ebraică, care este astăzi singurul descendent viu al acelui grup lingvistic.
Conform narațiunii religioase a Biblia Ebraică, originea israeliților este urmărită înapoi la biblic patriarhii și matriarhii Avraam și soția lui Sarah prin fiul lor Isaac și soția lui Rebecca, și fiul lor Iacov (care mai târziu a fost numit Israel, de unde își derivă numele) cu soțiile sale Leah și Rachel și roabele Zilpa și Bilha. Evreii și Samaritenii moderni își pot urmări strămoșii până la israeliți.  Evreii moderni sunt numiți după și, de asemenea, descendenți din sudul Israelului Regatul lui Iuda,  în special triburile din Iuda, Beniamin, Simeon și parțial Levi. Mulți israeliți s-au refugiat în regatul lui Iuda după prăbușirea regatului lui Israel.
În cele din urmă, în Iudaismul, termenul "Israelit" este, în linii mari, folosit pentru a se referi la a lay membru al evreilor grup etnoreligios spre deosebire de ordinele preoțești ale Kohanim și Leviții. În textele Legea evreiască cum ar fi Mișna și Gemara, termenul de circulatie (Yehudi), adică evreu, este rar folosit, și în schimb etnonim ישראלי (Israeliți), sau Israelit, este utilizat pe scară largă pentru a se referi la evrei. Samaritenii nu sunt și nu se numesc niciodată "evrei" (Yehudim), dar se referă în mod obișnuit la ei înșiși și la evrei colectiv ca israeliți și se descriu ca Samariteni Israeliți.

## Etimologie

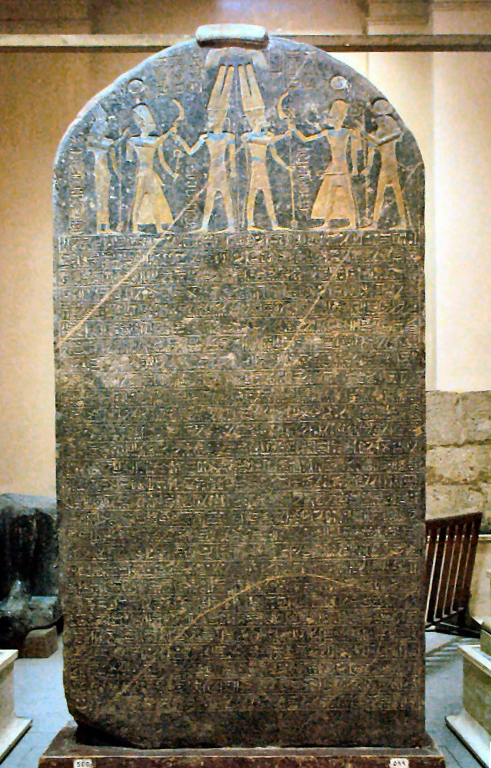
Merneptah stele. Deși există traduceri alternative, majoritatea arheologilor biblici traduc un set de hieroglife ca Israel, reprezentând prima referință textuală a numelui Israel în înregistrarea istorică.

Numele Israel apare pentru prima dată în surse non-biblice cca. 1209 Î.Hr., în o inscripție faraonului egiptean Merneptah. Inscripția este foarte scurtă și spune simplu: "Israel este pustiit și seminția lui nu este". Inscripția se referă la o oameni, nu la un individ sau un stat național.
Trei Egiptologi au sugerat că numele Israel apare într-un relief topografic care fie datează din perioada Dinastia a XIX-a (poate din timpul domniei lui Ramses al II-lea) sau chiar mai devreme în timpul Dinastia a XVIII-a. Această lectură rămâne controversată.
Numele Israel apare pentru prima dată în Biblia Ebraică în Geneza sau Facerea 32:29 unde este dat lui Iacov de către înger cu care s-a luptat pentru că el "a luptat cu Dumnezeu și cu oamenii, și a biruit". 
Ca etimologie populară cuvântul dat "Israel" derivă din „isra“, "să întărească", "să prevaleze" sau "să lupte cu" și „aél“ adică "zeu", sau dacă se referă la Dumnezeu El însemnă "Zeu". Cu toate acestea, Bursa modernă interpretează El ca subiect, "el reguli / lupte", din sarar (VIII) a se pronunța (înrudit cu sar (XV) ' riglă ', Akkadiană Alesya 'domnitor, rege'), care este probabil înrudit cu rădăcina similară sara "S-au luptat, s-au luptat, s-au luptat".

## Termeni înrudiți

### Iuda, Iudeu, Evreu
Termenul grecesc Ioudaios (Iudeu) a fost un exonim inițial referindu-se la membrii din Tribul lui Iuda și, prin extensie, locuitorii împărăției Iudei și regiunea Iuda (Iudeea), și mai târziu a fost adoptat ca o auto-desemnare de către oameni în Diaspora evreiască care s-au identificat ca fiind loiali Dumnezeului lui Israel și Templului din Ierusalim. 

### Samaritean

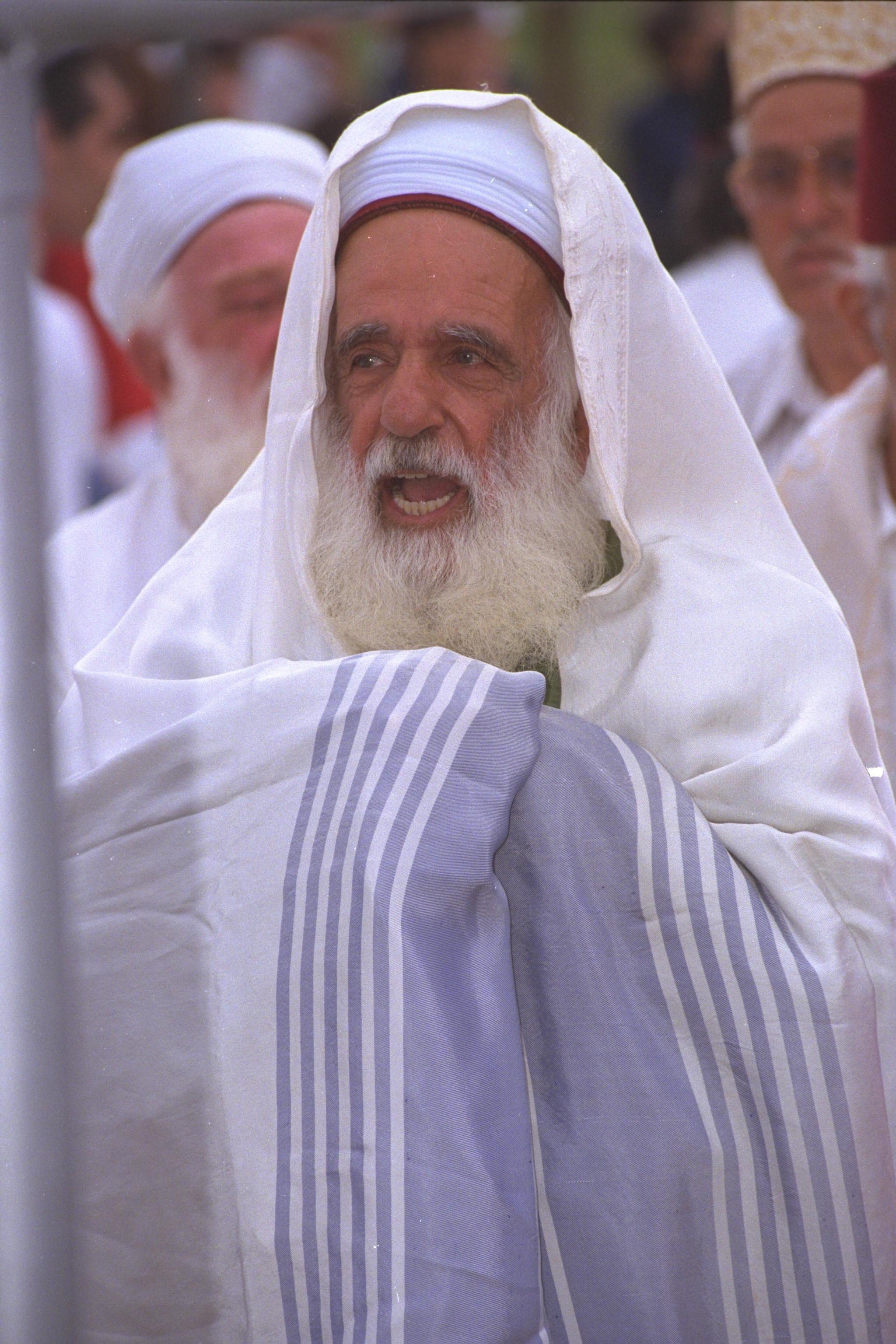
Un bătrân Samaritean participă la slujbele de rugăciune de Paște ținute pe Muntele Gherizer

Samaritenii revendică descendență din triburile Efraim și Manase (plus Levi prin Aaron pentru "coheni" sau preoți) însă multe autorități evreiești contestă descendența lor revendicată, considerându-i că au fost străini cuceriți care au fost stabilit în Țara lui Israel de către Asirienii, așa cum a fost politica tipică asiriană de a șterge identitățile naționale.
Termenii Evrei și Samaritenii a înlocuit în mare măsură titlul "Copiii lui Israel" ca etnonim utilizat în mod obișnuit pentru fiecare comunitate respectivă.

## Narațiune biblică

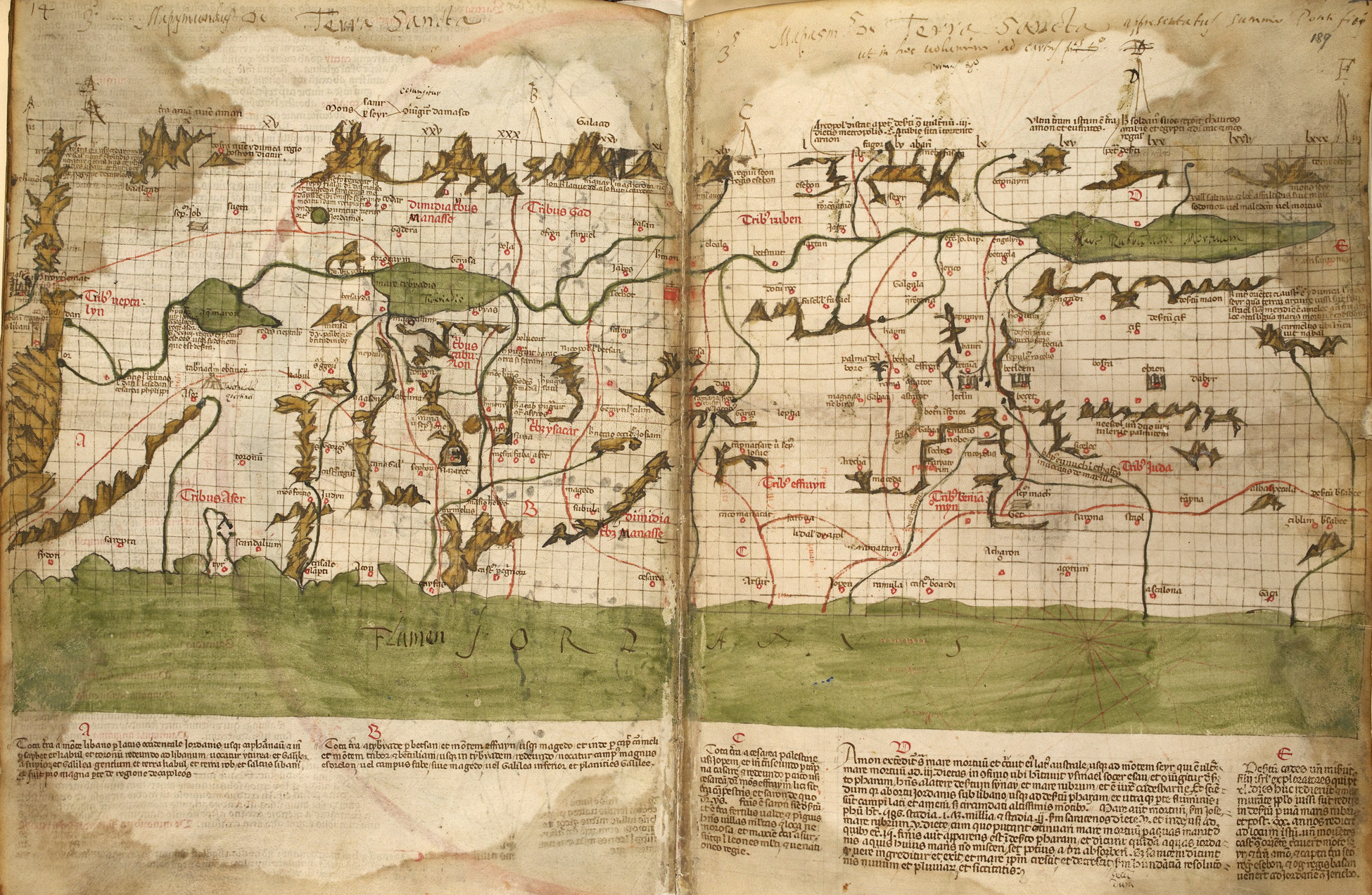
Hartă a Țara Sfântă, Pietro Vesconte, 1321, arătând alocațiile triburilor lui Israel. Descris de Adolf Erik Nordenski ca "prima hartă non-Ptolemeică a unei țări definite"

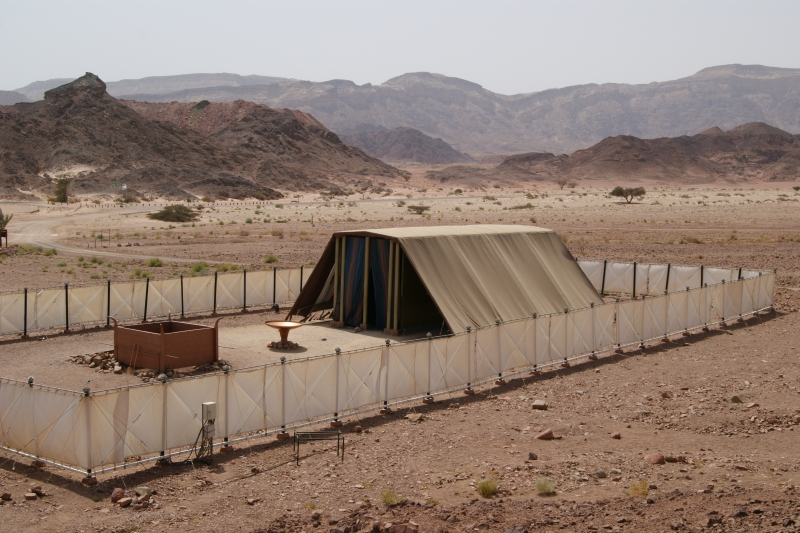
Modelul modelului Mishkan construit sub auspiciile Moise, în Parcul Timna, Israel

Povestea lui Israel începe cu o parte din eroii culturii a poporului evreu, patriarhii. De Tora îi urmărește pe israeliți la Patriarhul Iacob, nepotul lui Avraam, care a fost redenumit Israel după un incident misterios în care se luptă toată noaptea cu Dumnezeu sau cu un înger. Cei doisprezece fii ai lui Iacov (în ordinea nașterii), Ruben, Simeon, Levi, Iuda, Dan, Neftali, Gad, Asher, Isahar, Zabulon, Iosif și Beniamin, deveniți strămoșii a douăsprezece triburi, cu excepția lui Iosif, ai cărui doi fii Manase și Efraim, deveniți tribal eponime (Genesis 48:HE).
Mamele fiilor lui Iacov sunt:
- Leah Ruben, Simeon, Levi, Iuda, Isahar, Zabulon
- Rachel Iosif (Efraim și Manase), Beniamin
- Bilha (Roaba lui Rachel): Dan, Neftali
- Zilpa: Gad, Așer (Geneza 35:22–26)[52]

Iacov și fiii săi sunt forțați de foamete să coboare în Egipt, deși Iosif era deja acolo, deoarece fusese vândut în sclavie în timp ce era tânăr. Când ajung, ei și familiile lor sunt 70 la număr, dar în patru generații au crescut la 600.000 de bărbați în vârstă de luptă, iar regele "Faraoh" sau faraon al Egiptului, alarmat, îi înrobește mai întâi și apoi ordonă moartea tuturor copiilor evrei de sex masculin. O femeie din seminția lui Levi ascunde copilul ei, îl plasează într-un coș țesut, și îl trimite în josul fluviului Nil. El este numit Moșeh, sau Moise de tânăra femeie egipteană care l-au găsit. Fiind un copil evreu, ea fiind fiica lui faraon îi acordă unei femei ebraice sarcina de al crește, mama lui Moise se oferă voluntar, iar copilul și mama sa se reunesc.
La vârsta de patruzeci de ani, Moise ucide un egiptean, după ce îl vede bătând un evreu până la moarte și scapă ca fugar în pustia Sinai, unde este luat de Madianiți și se căsătorește Zipora, fiica preotului Madianit Iethro. Când are optzeci de ani, Moise îngrijește o turmă de oi în singurătate Muntele Sinai când vede un arbust deșert care arde, dar acesta nu este consumat. Și Dumnezeul lui Israel cheamă pe Moise din foc și descoperă Numele Lui, Iahveh, și îi spune lui Moise că el este trimis la Faraon pentru a scoate copiii lui Israel din Egipt.
Iahveh îi spune lui Moise că, dacă Faraoh refuză să-i lase pe evrei să meargă să spună lui Faraoh: "Așa spune Iahveh: Israel este fiul meu, întâiul meu născut și ți-am spus: Lasă-l pe fiul meu să plece, ca să-mi slujească și tu ai refuzat să-l lași să plece. Iată, voi ucide pe fiul tău, întâiul Tău Născut". Moise se întoarce în Egipt și îi spune lui Faraon că trebuie să lase sclavii evrei liberi. Faraon refuză și Iahveh lovește egiptenii cu o serie de oribile plăgi, minuni și catastrofe, după care Faraon cedează și îi alungă pe evrei din Egipt. Moise îi scoate pe israeliți din robie spre Marea Roșie, Dar Faraon se răzgândește și se ridică să-i masacreze pe evreii care fug. Faraon îi găsește pe malul mării și încearcă să-i conducă în ocean cu carele sale și să-i înece.
Iahveh provoacă Marea Roșie să se despartă și evreii trec pe uscat în Sinai. După ce israeliții au scăpat din mijlocul mării, Iahveh face ca oceanul să se închidă înapoi în armata egipteană care urmărește, înecându-i. În desert Domnul îi hrănește cu mană care se acumulează pe pământ cu roua dimineții. Ele sunt conduse de un coloana de nor, care se aprinde noaptea și devine o stâlp de foc pentru a ilumina calea, spre sud prin deșert până când ajung la Muntele Sinai. Cele douăsprezece seminții ale lui Israel tătărăsc în jurul muntelui, și a treia zi Muntele Sinai începe să mocnească, apoi ia foc, și Domnul vorbește Zece Porunci din mijlocul focului până la toți israeliții, din vârful muntelui.
Moise urcă Muntele Sinai și postește patruzeci de zile în timp ce scrie Tora așa cum dictează Domnul, începând cu Bereșit și crearea universului și a Pământului. I se arată designul Mișkan și Chivotul Legământului, care Bezalel i se dă sarcina de a construi. Moise coboară din munte patruzeci de zile mai târziu cu Sefer Tora el a scris, și cu două dreptunghiulare lapis lazuli tablete, în care Iahveh a sculptat Cele Zece Porunci cu degetul lui Dumnezeu. În absența lui, Aaron a construit o imagine a lui Iahveh, înfățișându-l ca pe un tânăr vițelul de aur, și a prezentat-o israeliților, declarând: "Iată, Israel, acesta este Dumnezeul tău care te-a scos din țara Egiptului". Moise zdrobește cele două table și macină vițelul de aur în praf, apoi aruncă praful într-un curent de apă care curge din Muntele Sinai și îi obligă pe israeliți să bea din el.
Moise urcă Muntele Sinai pentru a doua oară și să traverseze Iahveh la înaintea-i și să cheme: 'Iahveh, Iahveh, zeu îndurător și grațiator și încet mânioși, și mare amabil adevărat, păzește amabilitate miilor va lua nelegiuire, și nedreptate și răutate, vizitează nelegiuire părinților la prunci și la pruncime prunci, la trei (nepoți) și patru (strănepoți) generație' Și să munteze Moise aplecat pământ și să închine. [...] Apoi Moise postește încă odată patruzeci de zile, în timp ce sunt tăiate al doilea set a două table de piatră și după ce se urcă pe munte le apucă în mâini Moise. După terminarea tablelor, lumina emană de pe fața lui Moise, determinându-l să poarte un voal, astfel încât să nu sperie oamenii.
Moise coboară Muntele Sinai și israeliții sunt de acord să fie poporul ales al Domnului și 
urmați toate legile Torei. Moise proorocește dacă ei părăsesc Tora, Domnul va exil ei pentru numărul total de ani în care nu au respectat sâmita. Bezael construiește Chivotul Legământului și Mișkan, unde prezența lui Iahveh locuiește pe pământ în Sfânta Sfintelor, deasupra chivotului legământului, care găzduiește cele Zece Porunci. Moise trimite spioni pentru a iscodi Țara Canaanului israeliților li s-a poruncit să se suie și să cucerească țara, dar ei refuză, din cauza fricii lor de război și violență. Ca răspuns, Iahveh condamnă întreaga generație, inclusiv Moise, care este condamnat pentru lovirea stâncii la Meribah, la exil și moarte în deșertul Sinai.
Înainte ca Moise să moară, el ține un discurs israeliților unde parafrazează un rezumat din mizwoth le-a fost dat de Iahveh, și recită un cântec profetic numit Ha'azi'nu. Moise profețește că, dacă israeliții nu se supun Torei, Iahveh va provoca o exil în plus față de cel minor profețit mai devreme la Muntele Sinai, dar la sfârșitul zilelor Domnul va adunați-i înapoi în Israel dintre neamuri când se întorc la Tora cu zel. Evenimentele exodului Israelit și șederea lor în Sinai sunt memorializate în festivalurile evreiești și samaritene din Pasare (Paști) și Sucot (Colibi), și dăruirea Torei (Simhat Tora), și  sărbătoarea săptămânilor Șavuot.
Patruzeci de ani după Exod sau Ieșire, după moartea generației lui Moise, o nouă generație, condusă de Iosua, intră în Canaan și ia în stăpânire țara după făgăduința făcută lui Avraam de Iahveh. Terenul este alocat triburilor prin sorți. În cele din urmă, israeliții cer un rege, și Iahveh le dă lor pe Saul. Va succeda David, cel mai tânăr (favorizat divin) fiu al lui Isai din Betleem pe Saul. Sub David, israeliții stabilesc monarhia unită și sub fiul lui David numit Solomon ei construiesc Templul Sfânt din Ierusalim, folosind materialele vechi de 400 de ani ale Mișkan (Habitatului), cum este Chivotul Legământului, unde Iahveh continuă să se sălășluiască printre ei. La moartea lui Solomon și domnia fiului său, Roboam, împărăția este împărțită în două.
Regii Împărăției de nord a lui Israel sunt în mod uniform răi, permițând închinarea la alți dumnezei și nereușind să impună numai închinarea la Iahveh, așa că Iahvehl le permite în cele din urmă să fie cuceriți și împrăștiați printre popoarele pământului; iar străinii stăpânesc peste rămășița lor din țara de Nord. În Iuda, unii regi sunt buni și impun închinarea numai lui IAHVEH, dar mulți sunt răi și permit altor zei, chiar și în Templul Sfânt în sine, și nu eliberează sclavii în an de bucurie, în cele din urmă Iahveh permite lui Iuda să cadă la dușmanii ei, oamenii luați în captivitate în Babilon, și țara a rămas goală și pustie, zidul Ierusalimului spart, iar Templul Sfânt a fost ars cu foc.
Cu toate acestea, în ciuda acestor evenimente, Iahveh nu uită poporul Său, ci trimite Cyrus, regele Persiei pentru a le elibera din robie. Israeliților li se permite să se întoarcă în Iuda și Veniamin, Templul Sfânt este reconstruit, ordinele preoțești restaurate și slujba sacrificiului a fost reluată. Prin birourile sagului Ezra, Israel este constituit ca o națiune sfântă, legată de Tora și ținându-se separat de toate celelalte popoare.

## Israeliții Istorici

### Origini
Există mai multe teorii care propun originile israeliților în grupuri de raiduri, infiltrarea nomazilor sau ieșirea din Canaaniții indigeni alungați din zonele urbane mai bogate de sărăcie pentru a-și căuta averile în înălțimi. Diverse grupuri etnice distincte de nomazi itineranți, cum ar fi Habiru și Shasu înregistrate în textele egiptene ca fiind active în Edom și Canaanul ar fi putut fi legat de israeliții de mai târziu, ceea ce nu exclude posibilitatea ca majoritatea să-și fi avut originea în Canaan propriu-zis. Numele Iahveh, Dumnezeul israeliților de mai târziu, poate indica legături cu regiunea Muntele Seir în Edom. În altă interpretare, Habiru erau bandiți aflați la marginea societății.
Opinia academică predominantă astăzi este că israeliții erau un amestec de popoare predominant indigene în Canaan, deși o matrice egipteană de popoare ar fi putut juca, de asemenea, un rol în etnogeneza lor (dând naștere saga Exodului), cu o compoziție etnică similară cu cea din Ammon, Edom și Moab, și inclusiv Habiru și Shasu. Caracteristica definitorie care i-a marcat de societățile din jur a fost o organizație egalitară fermă axată pe închinarea la Iahveh, mai degrabă decât pe simpla rudenie. Israeliții au avut, de asemenea, o identitate etnică distinctă, inclusiv identități tribale, de la început.
Originea zeului Iahveh este în prezent incertă, deoarece primii Israeliți păreau să se închine zeului Caanaanit El ca zeitate națională, doar pentru a o înlocui mai târziu cu Iahveh. Unii cercetători au speculat că cultul lui Iahveh ar fi putut fi adus în Israel de un grup de sclavi Caananiți care fugeau din Egipt, care ulterior s-au contopit cu Israeliții. 

#### Numele "Israel"

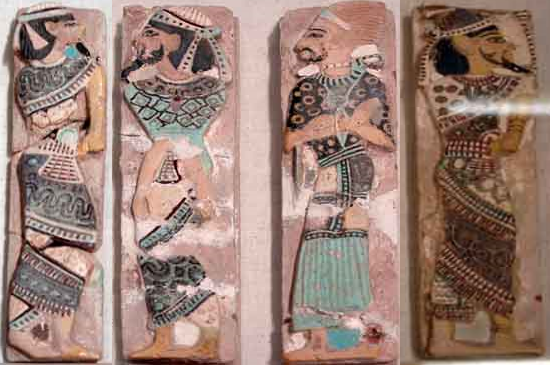
Ramses III prizonierul descrierea precursorilor Israeliților din Canaan: Canaaniții din orașe-state și un lider Shasu.

Numele Israel apare pentru prima dată c. 1209 Î.Hr., la sfârșitul Epocii Bronzului Târziu și chiar începutul perioadei, arheologii și istoricii numesc Epoca Fierului I, pe Steaua Merneptah ridicată de faraonul egiptean Merneptah. Inscripția este foarte scurtă:
„Jefuit este Canaan cu fiecare rău, 

Dus este Așkelon, 

Se confruntă cu Ghezer, 

Yeno'am este făcut ca ceea ce nu există 

Israelul se așează fălit, nu are semințe; 

Ḫurru a devenit o văduvă pentru Egipt.”
Spre deosebire de orașele numite (Așkelon, Gezer, Ienoam) care sunt scrise cu un marcator toponimic, Israel este scris hieroglifă cu o demonimică determinant indicând faptul că referința este la un grup uman, situat diferit în centrul Palestinei sau zonele muntoase ale Samaria.
În următorii două sute de ani (perioada epocii fierului I) Numărul de sate din înălțimi crescut de la 25 la peste 300 și populația stabilită sa dublat la 40.000.

### Perioada monarhică

#### Monarhia Unită
Conform Bibliei ebraice, diferitele triburi ale lui Israel s-au unit în secolul 10 î.Hr. și au format Regatul Unit al Israelului, sub conducerea Saul, care a fost ulterior răsturnat de David după moartea lui David, fiul său Solomon a urcat pe tron și a domnit până la moartea sa, după care Împărăția Sa împărțit în Regatul lui Israel și Regatul lui Iuda.

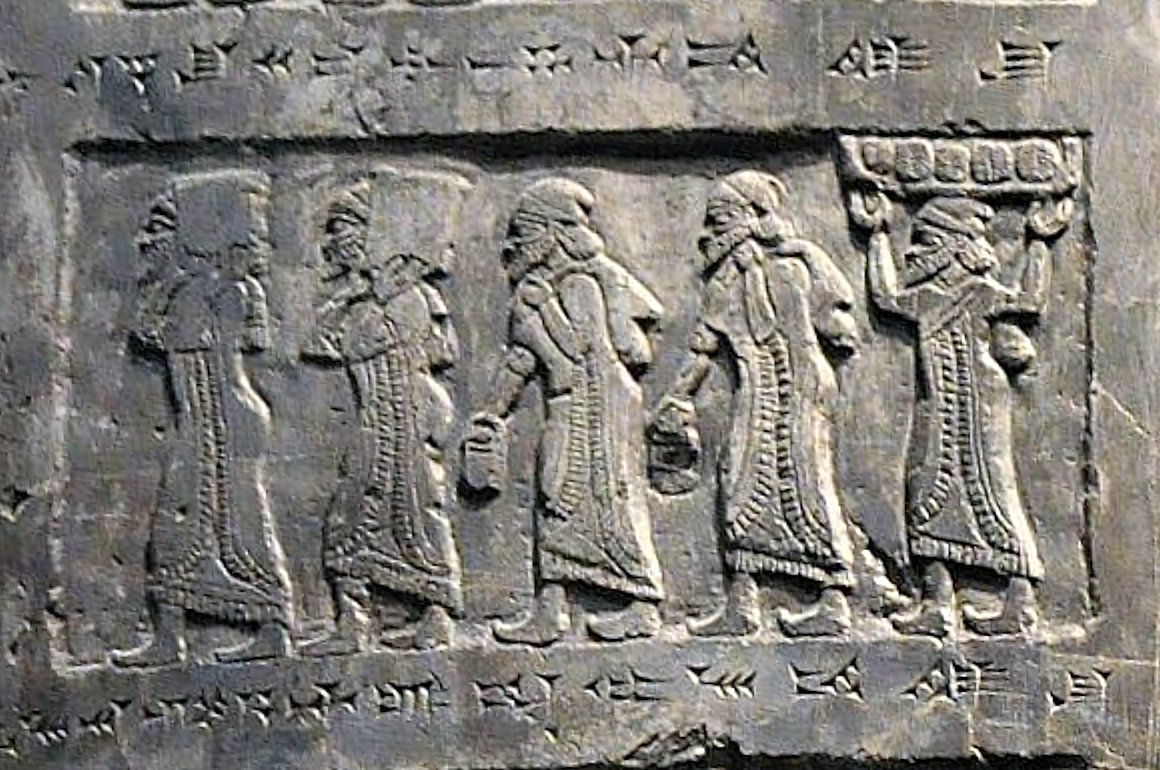
Parte a delegației Israelite purtătoare de daruri a regelui Iehu, Obelisc Negru, 841-840 Î.Hr.

Istoricitatea monarhiei Unite este puternic dezbătută în rândul arheologilor și cărturarilor biblici: maximaliști și centriști biblici (Kenneth Kitchen, William G. Dever, Amihai Mazar, Baruch Halpern și alții) cred că relatarea biblică poate fi considerată mai mult sau mai puțin exactă, minimaliștii biblici (Israel Finkelstein, Ze'ev Herzog, Thomas L. Thompson și alții) cred că regatele lui Israel și Iuda s-au dezvoltat ca state separate și nu a existat niciodată o monarhie unită. Dezbaterea nu a fost încă rezolvată, deși descoperirile arheologice recente ale arheologilor Israelieni Eilat Mazar și Yosef Garfinkel par să susțină existența unei monarhii Unite. Începând cu 850 Î. hr., o serie de inscripții sunt dovezi ale unui regat la care vecinii săi se referă ca "Casa lui David."

#### Regatele lui Israel și Iuda

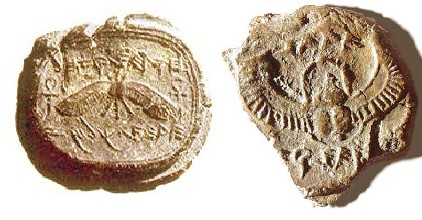
"Pentru a Ezechia, fiul lui Ahaz, regele lui Iuda" - sigiliul regal găsit la Ofel săpături arheologice în Ierusalim

Istoricii și arheologii sunt de acord că o Regatul lui Israel a existat prin ca. 900 î.Hr:169–195 și că o Regatul lui Iuda a existat prin cca. 700 î.Hr. Puterea politică a lui Iuda a fost concentrată în tribul lui Iuda Israelul a fost dominat de seminția lui Efraim și Casa lui Iosif; regiunea de Galileea a fost asociat cu seminția lui Neftali, cel mai eminent trib din nordul Israelului.
Regatul lui Israel a fost distrus în jurul anului 720 Î.Hr., când a fost cucerit de Imperiul Neo-Asirian.
Regatul lui Iuda a devenit mai târziu un statul client mai întâi Imperiul Neo-Asirian și apoi Imperiul Neo-Babilonian. O revoltă împotriva acestuia din urmă a dus la distrugerea sa de către rege Nebucadnețar al II-lea în 586 Î.Hr. Conform Bibliei Ebraice, Nebucadnețar distrus Templul lui Solomon și exilat evreii în Babilon. Înfrângerea a fost înregistrată și în Cronicile Babiloniene.

### Perioada Persană
În urma căderea Babilonului pentru a Imperiul Achemenid Persan sub Cirus cel Mare în 539 î.Hr., evreii care fuseseră deportați după cucerirea babiloniană a lui Iuda au fost în cele din urmă permis să se întoarcă următoarele o proclamație regele persan Cirus cel Mare aceasta a fost emisă după căderea Babilonului pentru a Imperiul Achemenid. Populației evreiești din Iuda i s-a permis să auto-guvernare sub guvernarea Persană. Construcția modelului Al Doilea Templu a fost finalizat în 516 Î.Hr., în timpul domniei lui Darius cel Mare, La 70 de ani de la distrugerea Primului Templu.
În jurul aceleiași epoci, Samaritenii a apărut ca o comunitate etnică și religioasă în regiunea Samaria, pretinzând descendența de la israeliți. Cu templul lor pe Muntele Gerizim, au continuat să prospere de secole. Majoritatea savanților cred că Samaritenii sunt un amestec de israeliți cu alte naționalități pe care asirienii le-au reinstalat în zonă.

### Perioada elenistică
În timpul Perioada elenistică, Iehuda a fost absorbit în următoarele Regate elenistice care a urmat cuceririle de Alexandru cel Mare. În secolul 2 Evreii s-au revoltat împotriva Imperiul Seleucid și a format Regatul Hasmonean. Acesta, ultimul regat nominal independent al Israel, și-a pierdut treptat independența față de 63<span typeof="mw:Entity" id="mwArE">&nbsp;</span>BCE cu cucerirea sa de către Pompei Roma, devenind un regat client Roman și mai târziu Partian.
Relațiile dintre evrei și samariteni au rămas tensionate. În 120 Î.Hr., liderul Hasmonean Ioan Hyrcanus a distrus templul Samaritean pe Muntele Gerizim. Hyrcanus i-a supus și pe Edomiți și i-a convertit la iudaism și au fost încorporați treptat în națiunea evreiască.

### Perioada romană
În urma instalării Statelor client evreiești sub Dinastia irodiană, a Provincia Iudeea a fost distrus de tulburări civile, care au culminat cu Primul Război Evreu-Roman, distrugerea celui de-Al Doilea Templu și apariția Iudaismul Rabinic și Creștinismul Timpuriu. Numele Iudeea (Iudeea) a încetat apoi să mai fie folosit de Greco-romani. După Revolta Bar Kokhba din 135 d.Hr., romanii au expulzat cel mai mult Evrei din regiune și a redenumit-o Siria Palaestina. Ulterior, mulți evrei au fost exilat din Iudeea, Galileea a devenit inima Comunității Evreiești din regiune.
Populația samariteană a scăzut semnificativ în urma suprimării sângeroase a Revolte Samaritene (în principal în 525 CE și 555 CE) împotriva Imperiul Bizantin; conversii la Creștinismul sub bizantini și mai târziu la Islamul în urma Cucerirea musulmană a Levantului de asemenea, a redus numărul lor în mod semnificativ.

## Genetică

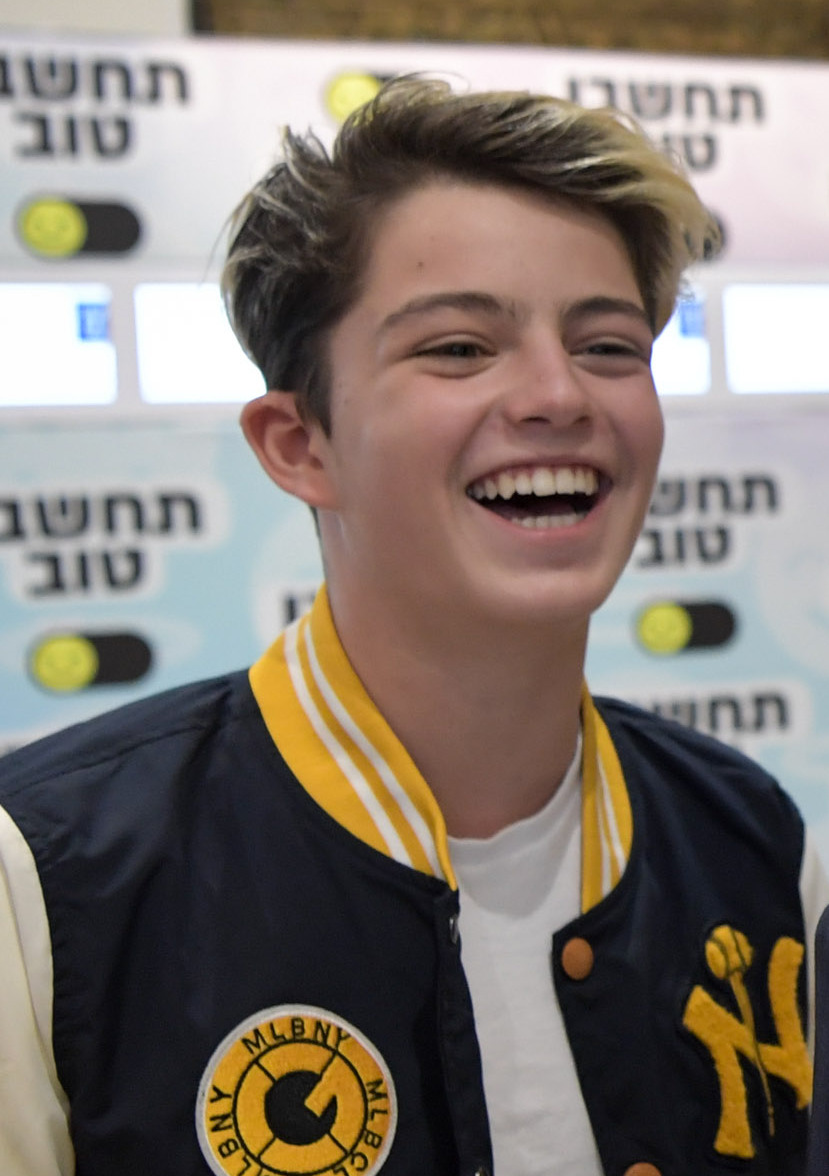
Chipul unui copil evreu fotografiat în 2021

În 2000, M. Hammer și colab. a efectuat un studiu pe 1371 de bărbați și a stabilit definitiv acea parte a fondul genetic patern al Comunităților Evreiești în Europa, Africa de Nord și Orientul Mijlociu provin dintr-o populație ancestrală comună din Orientul Mijlociu.
Un alt studiu (Nebel et al. 2001) au remarcat "în comparație cu datele disponibile de la alte populații relevante din regiune, evreii s-au dovedit a fi mai strâns legați de grupurile din nordul Semilunii Fertile (kurzi, turci și armeni) decât de vecinii lor arabi." Autorii au descoperit că " arabii palestinieni și beduinii diferă de celelalte populații din Orientul Mijlociu studiate, în principal în haplo-tipuri specifice UE 10 de înaltă frecvență care nu se găsesc în grupurile non-arabe."și a sugerat că o parte din această diferență s-ar putea datora migrației și amestecului din peninsula Arabică în ultimele două milenii.
Un studiu din 2004 (de Shen et al.) Compararea Samaritenilor cu mai multe populații evreiești (inclusiv Evreii Așkenazi, Evreii Irakieni, Evreii Libieni, Evreii Marocani, și Evreii Yemeniți, precum și Israelian Druze și Palestinieni) a constatat că " analiza componentelor principale a sugerat o ascendență comună a patriliniajelor samaritene și evreiești. Cele mai multe dintre primele pot fi urmărite înapoi la un strămoș comun în ceea ce este astăzi identificat ca moștenită patern israelit mare preoție (Cohanim) cu un strămoș comun proiectat în timpul asirian cucerirea Regatului lui Israel."

## Mai vezi și
- Arheologie biblică
- Grupuri care pretind afilierea cu Israeliții
- Lachiș relief
- Textul Masoretic
- Pentateuhul Samaritean
- Alocări tribale ale Israelului
- Cine este evreu?
- Yom HaAliyah